# Грохольский, Казимир
Казимир (Казимеж) Грохольский (пол. Kazimierz Grocholski; 1815, Рожиск, Королевство Галиции и Лодомерии, Австрийская империя — 10 декабря 1888, Опатия) — польский политик, государственный деятель Австро-Венгрии, член Национального парламента Галиции и Австрии, Государственного совета Австро-Венгрии. Маршал (Президент) Галицкого сейма. Первый министр по делам Галиции в правительстве Гогенварта (с 1871). юрист, доктор права, тайный советник двора (с 1878)..

## Биография
Представитель дворянского рода герба Наленч. Родился в семье ротмистра австрийской имперской армии.
Изучал право в университетах Львова и Вены, где получил докторскую степень (1839). В студенческие годы был карбонарием, членом тайной освободительной организации Содружества польского народа. Активист, боровшийся с радикальными тенденциями. После окончания учёбы работал в прокуратуре Львовского казначейства (1840—1842). За участие в незаконных организациях в 1842—1845 гг., был арестован и заключён в тюрьму. После прекращения следствия покинул Галичину и жил в имении своей жены на Волыни (1845—1847).
В 1848 году стал членом Народного Совета Тернопольского округа. С 1851 г. — член Галицкого экономического общества, с февраля 1868 г. по июнь 1870 г. — его президентом. Посол (депутат) сейма первой каденции, избранный от курии большой Тернопольского округа. Как министр по делам Галиции в правительстве Гогенварта способствовал полонизации учебного процесса в Львовском университете.
В 1861 году был избран в австрийскую палату депутатов парламента Австрии, членом которой оставался до своей смерти. К. Грохольский был федералистом и стремился к возможно большей автономии своей родины, Галиции. В ходе борьбы за галицкую автономию стал одним из самых известных галицких политиков.
По его инициативе Галицкий Сейм принял резолюцию, в которой указывалось на право Галиции, Лодомерии и Кракова пользоваться самостоятельностью; резолюция в этом смысла была внесена им в рейхсрат. В 1871 г. назначен министром без портфеля в кабинете Гогенварта. Будучи президентом галицийского сейма и лидером партии польского клуба в рейхсрате, Галицкий Сейм умело вёл дело усиления польского влияния в Галиции и Австрии и пользовался большим влиянием в рейхсрате. С 1878 года — тайный советник двора.
Умер во время лечения на курорте Опатия (ныне Хорватия) от последствий инсульта.

## Награды
- Почётный гражданин города Ясло (1878)
- Почётный гражданин города Санок (1882)